# Thalassic
Thalassic je osmi studijski album finskog folk metal-sastava Ensiferum. Diskografska kuća Metal Blade Records objavila ga je 10. srpnja 2020. Prvi je album sastava na kojem se pojavio pjevač i klavijaturist Pekka Montin, koji se pridružio skupini u veljači 2020.

## O albumu
Naslov albuma čini riječ koja je u engleski jezik ušla preko francuskoga, a starogrčkog je podrijetla i znači „morski” ili „od mora”; skupina ju je izabrala zato što je napisala pjesme koje se odnose na vodu i more. U skladu s tim, to je prvi Ensiferumov album sa sveobuhvatnom temom.
Na uratku je radio producent Janne Joutsenniemi, koji je prethodno radio sa skupinom kad je snimala albume Victory Songs (2007.) i From Afar (2009.). Omot albuma, kao što je bio slučaj i na prethodnim dvama albumima, ilustrirao je Gyula Havancsák.

## Popis pjesama
Tekstovi: Sami Hinkka. 
| 1.    | »Seafarer's Dream« (instrumentalna skladba) | Hinkka, Mikko P. Mustonen | 3:01 |
| 2.    | »Rum, Women, Victory«                       | Markus Toivonen           | 4:16 |
| 3.    | »Andromeda«                                 | Hinkka, Toivonen          | 4:04 |
| 4.    | »The Defence of the Sampo«                  | Toivonen                  | 4:50 |
| 5.    | »Run from the Crushing Tide«                | Toivonen                  | 4:22 |
| 6.    | »For Sirens«                                | Hinkka, Toivonen          | 4:40 |
| 7.    | »One with the Sea«                          | Toivonen                  | 6:10 |
| 8.    | »Midsummer Magic«                           | Hinkka                    | 3:42 |
| 9.    | »Cold Northland (Väinämöinen Part III)«     | Toivonen                  | 8:41 |
| 43:49 |                                             |                           |      |

| Dodatne pjesme na digipak-inačici | Dodatne pjesme na digipak-inačici                              | Dodatne pjesme na digipak-inačici  | Dodatne pjesme na digipak-inačici | Dodatne pjesme na digipak-inačici | Dodatne pjesme na digipak-inačici | Dodatne pjesme na digipak-inačici | Dodatne pjesme na digipak-inačici | Dodatne pjesme na digipak-inačici | Dodatne pjesme na digipak-inačici |
| Br.                               | Skladba                                                        | Tekstopisac                        | Skladatelj                        | Trajanje                          |                                   |                                   |                                   |                                   |                                   |
| --------------------------------- | -------------------------------------------------------------- | ---------------------------------- | --------------------------------- | --------------------------------- | --------------------------------- | --------------------------------- | --------------------------------- | --------------------------------- | --------------------------------- |
| 10.                               | »Merille lähtevä«                                              | tradicionalna pjesma               | Toivonen, Hinkka                  | 3:47                              |                                   |                                   |                                   |                                   |                                   |
| 11.                               | »I’ll Stay by Your Side« (obrada pjesme sastava The Lollipops) | Torben Lundgreen, Jørgen Lundgreen | T. Lundgreen, J. Lundgreen        |                                   |                                   |                                   |                                   |                                   |                                   |
| 50:22                             |                                                                |                                    |                                   |                                   |                                   |                                   |                                   |                                   |                                   |

## Recenzije
| Recenzije    | Recenzije |
| Izvor        | Ocjena    |
| ------------ | --------- |
| Blabbermouth | 8,5/10    |
| Brave Words  | 8/10      |
| Exclaim!     | 8/10      |
| Metal Hammer | [ 12 ]    |
| Perun.hr     | 8,5/10    |
| Sputnikmusic | 3,5/5     |

Dobio je pozitivne recenzije. U osvrtu za Blabbermouth Dom Lawson dao mu je osam i pol boda od njih deset izjavivši da „se ne razlikuje previše od prijašnjih (...)  albuma”, ali da „definitivno potvrđuje kako je taj sastav svakako dostojan položaja na vrhu europskog metala”. Manus Hopkins dao mu je osam bodova od njih deset u recenziji za Exclaim! opisavši ga „strašnim albumom” i izjavivši da svaku pjesmu obilježava „mnogo pamtljivih glazbenih dionica”. Darjan Koprivnikar dao mu je osam i pol boda od njih deset pišući za Perun.hr i zaključio je da su se članovi skupine „vratili na pravi kolosjek [sic!]” i „zaplovili po nove pobjede”.
Pišući za Metal Hammer, Holly Wright dala mu je tri i pol zvjezdice od njih pet istaknuvši da na uratku „ima dovoljno dobrih stvari koje će privući i puriste (koji slušaju samo prva dva albuma)”. Jednaku mu je ocjenu dao i Robert Davis u recenziji za Sputnikmusic zaključivši da pjesme zvuče „jednostavno”, ali da su ipak „pamtljivi komadići power metala nadahnuta narodnom glazbom”.

## Zasluge
| Ensiferum - Petri Lindroos – vokal, gitara - Pekka Montin – vokal, klavijatura - Sami Hinkka – bas-gitara, vokal, akustična gitara, buzuki - Markus Toivonen – gitara, akustična gitara, prateći vokal - Janne Parviainen – bubnjevi, udaraljke Dodatni glazbenici - Lassi Lógren – nyckelharpa, violina, violina s rogom - Mikko P. Mustonen – zviždaljka, dodatna akustična gitara, dodatni vokal, orkestracija, orkestralni aranžman, programiranje - Janne Joutsenniemi – prateći vokal, dodatna gitara; snimanje, produkcija | Ostalo osoblje - Jens Bogren – miksanje, mastering - Tero Kinnunen – dodatna tonska obrada - Juho Kemppainen – tonska obrada (10. i 11. pjesme) - Gyula Havancsák – omot albuma, ilustracije u knjižici albuma - Ritual – logotip - Vesa Ranta – fotografija |